# Rauhes Haus (metrostation)
Rauhes Haus is een metrostation in het stadsdeel Hamm van de Duitse stad Hamburg. Het station werd geopend op 2 januari 1967 en wordt bediend door de lijnen U2 U4 van de metro van Hamburg.
- International Standard Name Identifier: 0000 0000 8497 5112
- Virtual International Authority File: 122574635